# 预旺镇
预旺镇，是中华人民共和国宁夏回族自治区吴忠市同心县下辖的一个乡镇级行政单位。

## 行政区划
预旺镇下辖以下地区：
南关村、南塬村、贺家塬村、白崖子村、龚家湾村、青羊泉村、孙石庄村、胡堡子村、李洼子村、郭阳洼村、陈石塘村、柳树堡村、土峰村、沙土坡村和北关村。